# Iniciativa Tres Mares
Tres Mares (en polaco: Trójmorze) - una iniciativa de Polonia y Croacia que reúne a 12 países ubicados entre el Báltico, el Adriático y el mar Negro.
En 2015 Andrzej Duda y Kolinda Grabar-Kitarović decidieron crear una iniciativa en Europa Central y Europa Oriental. En 2016 participaron en la Iniciativa de los Tres Mares  Austria, Bulgaria, Croacia, Eslovaquia, Eslovenia, Estonia, Hungría, Letonia, Lituania, Polonia, República Checa y Rumania.
El objetivo fundamental es promover que esos países de la Unión Europea tengan una mayor cooperación en el desarrollo de la infraestructura, el desarrollo económico, la cooperación económica y sobre todo en energéticos. La llamada iniciativa de los Tres Mares tuvo su primera sesión en agosto de 2016 en Dubrovnik y la segunda en julio de 2017 en Varsovia y otro en 2018 en Bucarest. 
El presidente polaco, Andrzej Duda, expresó el deseo de que la Iniciativa de los Tres Mares contribuya a la modernización, integración y unificación de Europa Central, Europa Oriental y la Unión Europea.